# Argel
Pour les articles homonymes, voir Argel (homonymie).
Argel (en arménien Արգել ; anciennement Lusakert) est une communauté rurale du marz de Kotayk, en Arménie. Elle comptait 3 328 habitants en 2008.